# Arquitetura da Escócia na Pré-História

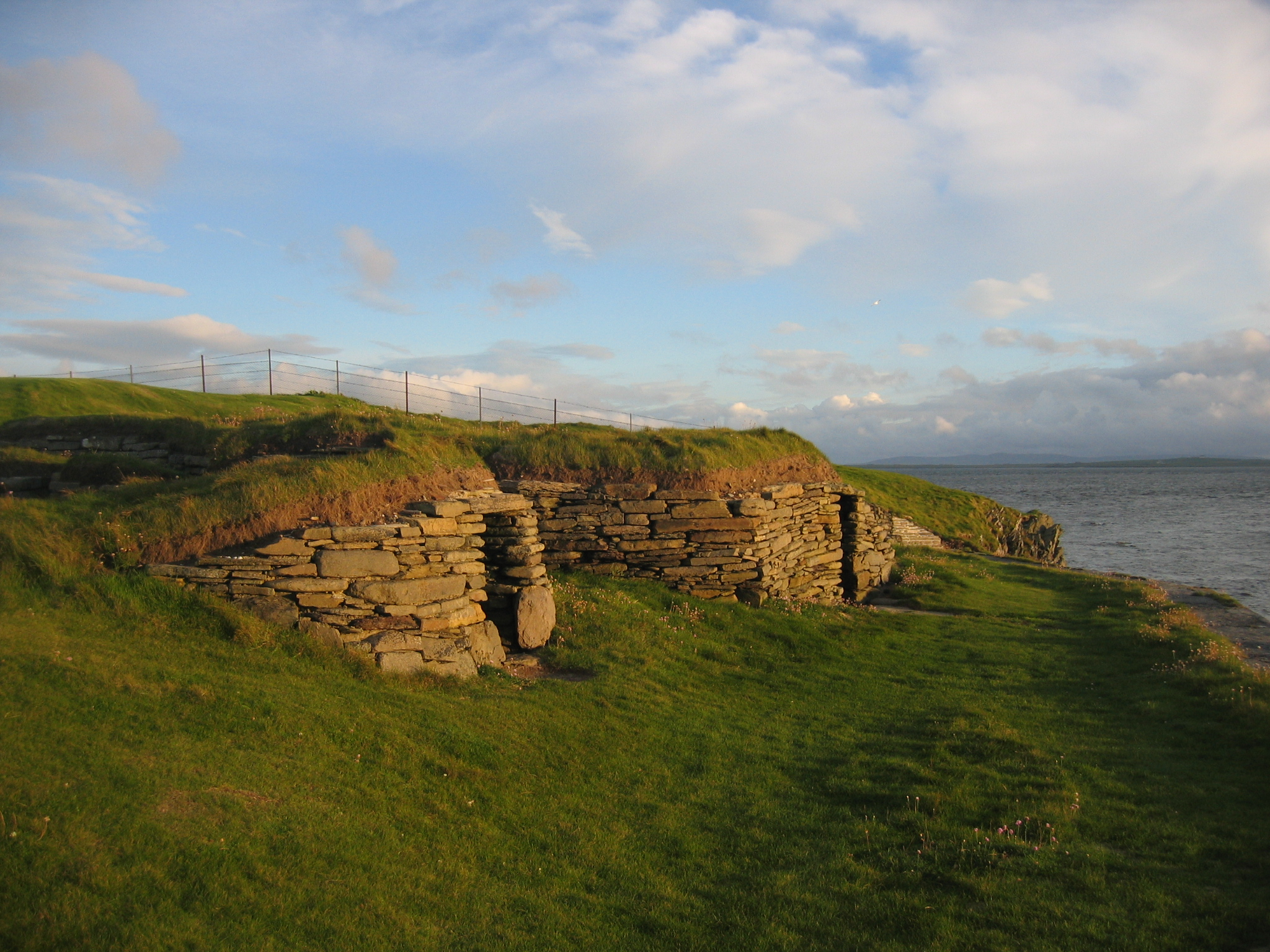
O edifício de pedra em Knap of Howar, Orkney, uma das mais antigas casas sobreviventes no noroeste da Europa

A arquitetura da Escócia na era pré-histórica inclui todas as construções humanas dentro das fronteiras modernas da Escócia, muito antes da chegada dos romanos à Grã-Bretanha no primeiro século a.C. Os colonos da Idade da Pedra começaram a construir em madeira no que hoje é a Escócia há 8.000 anos. As primeiras casas de pedra permanentes foram construídas há 6.000 anos, como em Knap of Howar, Orkney e povoados como Skara Brae. Há também um grande número de tumbas com câmaras e marcos dessa época, principalmente no oeste e no norte. No sul e no leste, existem túmulos de terra, muitas vezes ligados a monumentos de madeira, dos quais apenas restos permanecem. Estruturas relacionadas incluem carrinhos de mão de bancos, monumentos de cursus, recintos mortuários e salões de madeira. A partir da Idade do Bronze, há menos edifícios novos, mas há evidências de crannogs, redondas construídas em ilhas artificiais e de montes de Clava e os primeiros fortes de colina. Desde a Idade do Ferro, há sinais de importantes casas redondas de pedra no Atlântico, que incluem torres de broch e duns menores. Também há evidências de 1.000 fortalezas na Escócia, a maioria localizada abaixo da linha Clyde-Forth.

## Idade da Pedra

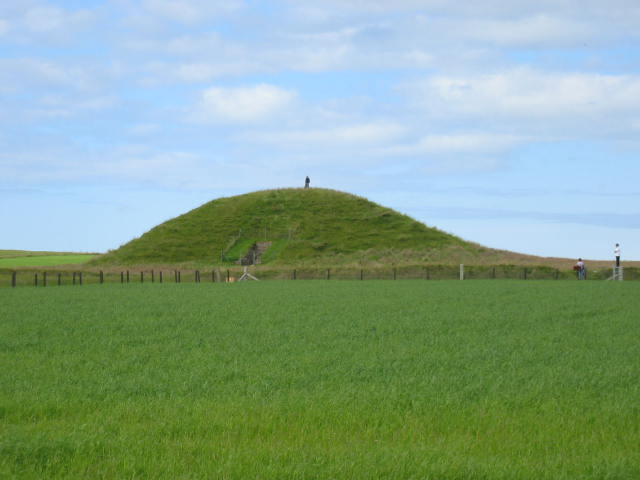
Maes Howe, um túmulo de passagem em Orkney

A casa mais antiga de que há evidências na Grã-Bretanha é a estrutura oval de postes de madeira encontrados em South Queensferry perto de Firth of Forth, datada de 8.240 a.C. As primeiras estruturas de pedra são provavelmente as três lareiras encontradas em Jura, datadas de cerca de 6.000 a.C. Com o desenvolvimento da agricultura, grupos de colonos começaram a construir casas de pedra onde hoje é o território escocês 6.000 anos atrás, e as primeiras aldeias cerca de 500 anos depois.  Habitações neolíticas, locais de sepultamento e rituais são particularmente comuns e bem preservados nas ilhas do norte e oeste, onde a falta de árvores fez com que a maioria das estruturas fossem construídas com pedra local. O edifício de pedra em Knap of Howar em Papa Westray, Orkney, é uma das mais antigas casas sobreviventes no noroeste da Europa, usando entulho coletado localmente em uma construção de pedra seca, provavelmente foi ocupada por 900 anos, entre 3700 e 2800 a.C.

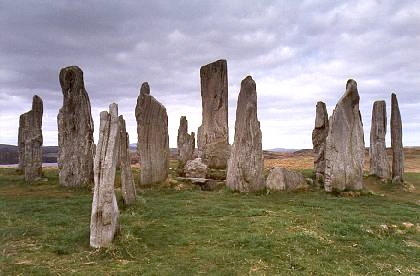
The Callanish Stones, um dos melhores círculos de pedra da Escócia

## Idade do Bronze

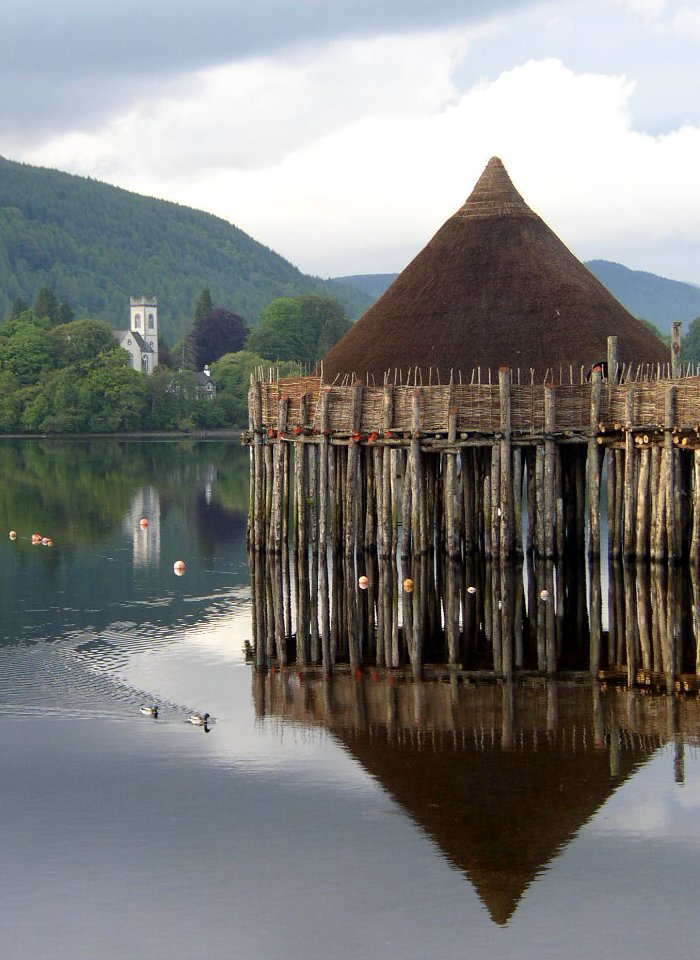
Cranog reconstruído em Loch Tay

À medida que o trabalho com o bronze se desenvolveu por volta de 2000 a.C, houve um declínio na construção de grandes estruturas novas, o que, com a redução da área total de cultivo, sugere uma diminuição no número de habitantes. Desde a Idade do Bronze Inferior e Média, há evidências de casas redondas celulares de pedra, em Jarlshof e Sumburgh nas Shetland. Em Jarlshof, essas são casas ovais com grossas paredes de pedra, que podem ter sido parcialmente subterrâneas no período inicial de habitação, uma técnica que proporcionava estabilidade estrutural e isolamento. Existem também sinais da ocupação de crannogs, redondas parcialmente ou totalmente construídas em ilhas artificiais, geralmente em lagos, rios e águas estuarinas. Muitas vezes eram construídos com camadas de mato e entulho. Às vezes, eram revestidos nas bordas com pilhas verticais e às vezes revestidos com toras de carvalho. A criação de cairns e monumentos megalíticos continuou neste período. Existem aproximadamente cinquenta Clava cairn na Escócia, com o nome dos que estão em Balnuaran de Clava, perto de Inverness. Eles assumem duas formas distintas, ou um recinto circular de escombros conhecido como "ring cairns", ou sepulturas de passagem, com uma longa entrada, geralmente em complexos alinhamentos astronômicos. Tal como em outros lugares da Europa, os fortes das colinas foram introduzidos pela primeira vez neste período, incluindo a ocupação da colina Eildon perto de Melrose na fronteira escocesa, a partir de cerca de 1000 a.C., que acomodava várias centenas de casas no topo de uma colina fortificada, e Traprain Law em East Lothian, que tinha um recinto de 20 acres, seccionado em dois lugares a oeste do cume, composto de um muro de pedra com um núcleo de entulho.

## Idade do Ferro

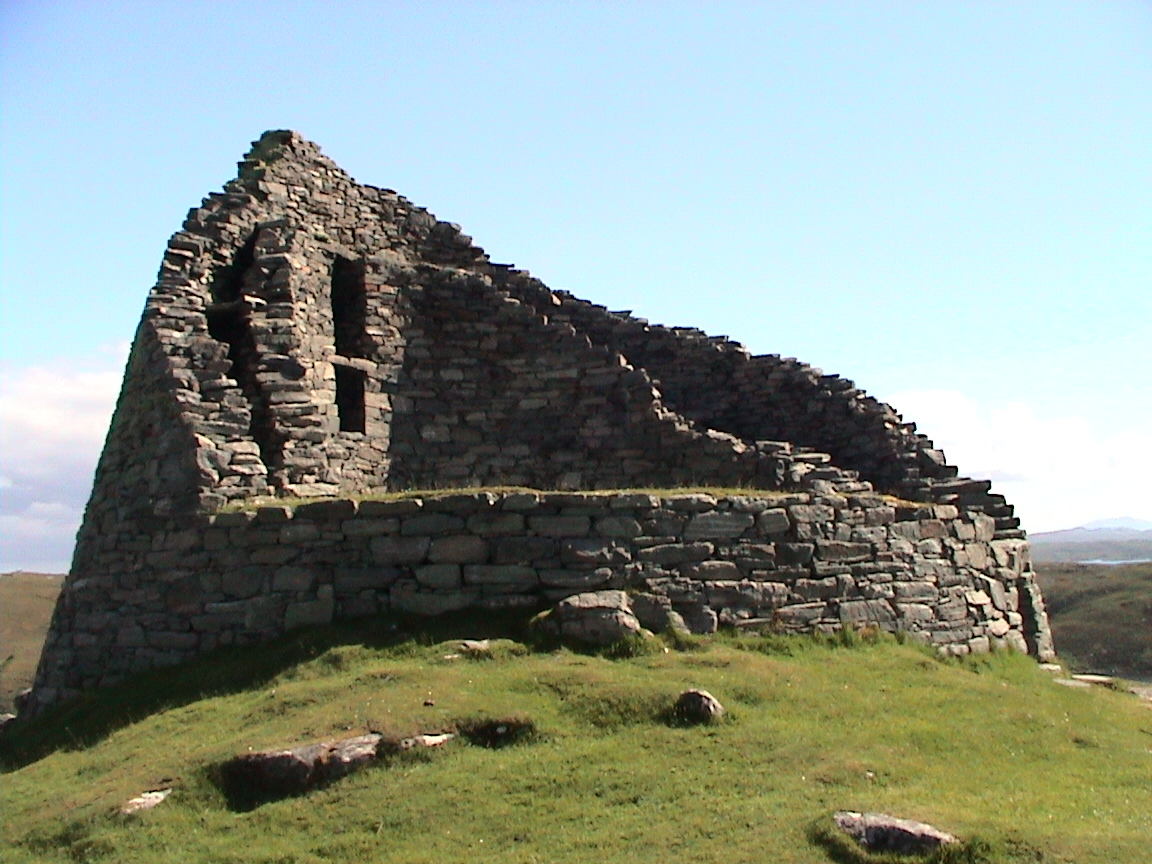
As ruínas de Dun Carloway Iron Age broch

No início da Idade do Ferro, a partir do século VII a.C., as casas celulares começam a ser substituídas nas ilhas do norte por simples casas redondas do Atlântico, edifícios circulares substanciais com uma construção de pedra seca. Exemplos importantes estão em Quanterness, Bu, Pierowalle Tofts Ness em Orkney, e em Clickimin em Shetland. A partir de cerca de 400 a.C. mais complexos casas redondas atlânticas começaram a ser construídas, como em Howe, Orkney e Crosskirk, Caithness.
As construções mais massivas que datam desta época são as torres circulares de broche, provavelmente datando de cerca de 200 a.C. São estruturas de paredes ocas de pedra seca que são exclusivas da Escócia. A maioria das ruínas só sobrevive até alguns metros acima do nível do solo, embora existam cinco exemplos existentes de torres cujas paredes ainda excedem 6 m  de altura. Há pelo menos 100 locais de broche na Escócia, dos quais os mais bem preservados incluem aqueles em South Yarrows perto de Wick, o Broch de Clickimin e o Broch de Mousa em Shetland. Apesar da extensa pesquisa, seu propósito e a natureza das sociedades que os criaram ainda são motivo de debate.
Arqueólogos desde a década de 1960 têm distinguido broches de estruturas menores de construção semelhante, geralmente chamadas de duns. A evidência mais pesada da ocupação de crannogs foi nesta época, mas eles continuariam a ser usados até a Idade Média. Este período também viu o início de wheelhouses, uma casa redonda com uma parede externa característica, dentro da qual havia um círculo de pilares de pedra (com uma semelhança com os raios de uma roda), mas estes floresceriam mais no período roman. Há evidências de cerca de 1.000 colinas da Idade do Ferro na Escócia, a maioria localizada abaixo da linha Clyde-Forth. A maioria é circular, com uma única paliçada ao redor de um recinto. A maioria é relativamente pequena, cobrindo um ou dois acres, mas alguns são muito maiores como no Castelo O'er, Birrenwark, Cadimuir, Cadroner e White Meldon. Parecem ter sido largamente abandonadas no período romano, mas algumas parecem ter sido reocupadas após sua partida.